# Schleswigsche Partei

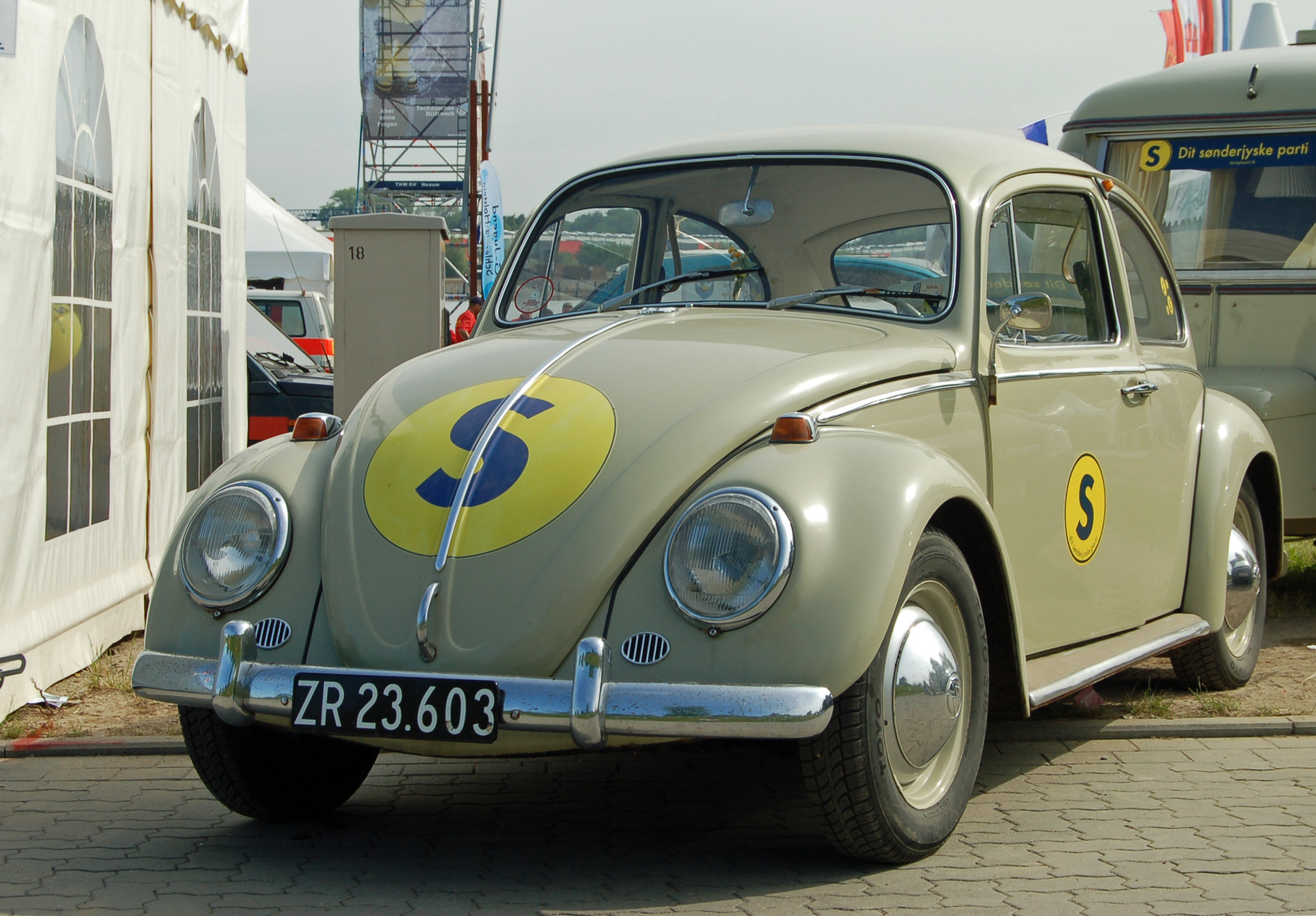
VW Käfer mit dem Logo der Partei

Die Schleswigsche Partei (SP) (dänisch Slesvigsk Parti) ist die politische Vertretung der deutschen Minderheit in Nordschleswig.
Die Schleswigsche Partei tritt als Regionalpartei in Nordschleswig an. Sie setzt sich für die Förderung der deutschen Volksgruppe ebenso wie für die Stärkung der gesamten Region Schleswig/Südjütland ein. Ein weiterer Schwerpunkt ist die Vertiefung der grenzüberschreitenden und europäischen Zusammenarbeit. Offiziell ist die Partei auf keiner Links-Rechts-Skala einzustufen; sie könnte aber als bürgerlich-sozialliberal bezeichnet werden. Zur Kernwählerschaft gehören Landwirte und mittelständische Unternehmer.
Jugendverband der Schleswigschen Partei sind die Jungen SPitzen.

## Geschichte
Nach der Übergabe Nordschleswigs an Dänemark wurde noch im Sommer 1920 der Schleswigsche Wählerverein gegründet. Zum Vorsitzenden wählte man Pastor Johannes Schmidt-Wodder. Am 18. August 1920 wurde das Grundsatzprogramm veröffentlicht. Zentrale Forderungen waren eine erneute Grenzrevision und die Selbstverwaltung des deutschen Bevölkerungsteils in Kirchen-, Schul- und „allen völkischen Angelegenheiten“.
Bei der ersten Folketingswahl nach der Volksabstimmung am 21. September 1920 nahm der Wählerverein unter dem Namen Schleswigsche Partei an der Wahl teil und erzielte ein Mandat.
1935 schloss sich die Organisation der deutschen Minderheit an den Nationalsozialismus an. Die SP wurde als NSDAP-Nordschleswig eine „gleichgeschaltete“ Auslandsabteilung der NSDAP. Bei der Folketingswahl 1939 trug sie aus wahltaktischen Erwägungen weiterhin die Bezeichnung Schleswigsche Partei, aber der Parteiapparat war bis 1945 mit der NSDAP-N identisch.
Nach dem Zweiten Weltkrieg und dem Ende der deutschen Besatzung wurde die SP reorganisiert. Sie bekundete öffentlich ihre Anerkennung der Grenzlinie und ihre Loyalität gegenüber dem dänischen Staat.

## Status als Vertretung der deutschen Minderheit
Da die Stimmenzahl der SP ab den 1960er Jahren nicht mehr zur Vertretung im Folketing ausreichte, wurde 1965 der Kontaktausschuss für die deutsche Minderheit beim Folketing errichtet. Seit 1983 gibt es zusätzlich ein staatlich gefördertes Sekretariat der deutschen Minderheit in Kopenhagen.
Um dem Pendant der SP in Südschleswig, dem SSW, den Einzug in den Landtag von Schleswig-Holstein zu ermöglichen, wurde der SSW nach den Verhandlungen über die Bonn-Kopenhagener Erklärungen bei Landtagswahlen von der Fünf-Prozent-Hürde ausgenommen. Für ein Mandat im Kieler Landtag muss der SSW heute etwa 25.000 Stimmen auf sich vereinen. Die SP ist formal nicht in gleicher Weise von der Zwei-Prozent-Sperrklausel bei Folketingswahlen ausgenommen. Auf eine solche Sonderregelung konnte verzichtet werden, weil das dänische Wahlsystem zwischen Wahlbezirksmandaten und (landesweiten) Ergänzungsmandaten unterscheidet. Die Sperrklausel gilt nur für die Erteilung der Letzteren; sie entsprach bei der Wahl 2011 rund 70.000 Stimmen. Allerdings ist Nordschleswig in einem eigenen Wahlbezirk vereint. Um hier ein Bezirksmandat zu erzielen, wären nur etwa 12.000 Stimmen notwendig. Dies entspräche einem Stimmanteil von 8 Prozent in Nordschleswig bzw. 0,35 % landesweit.
Um bei einer Folketingswahl antreten zu dürfen, muss eine nicht im Parlament vertretene Partei so viele Unterstützungenserklärungen von Wahlberechtigten einreichen, wie durchschnittlich für ein Listenmandat notwendig wären (zurzeit rund 20.000). Von dieser Regelung ist die Schleswigsche Partei befreit.

## Wahlteilnahmen

### Kommunalwahlen

#### Vor 2009
Bei der Wahl zum Rat des Amtes Südjütland (Sønderjyllands Amtsråd) 2001 erzielte die Partei 4.417 Stimmen und ein Mandat.
In der Wahlperiode 2001–2005 war die SP in fünf von 23 Gemeinden Nordschleswigs vertreten: Tinglev (Tingleff), Tønder (Tondern), Højer Sogn (Hojer), Aabenraa (Apenrade) und Løgumkloster (Lügumkloster).
In Sonderburg wurde 2005 das Mandat durch eine Listenverbindung mit der sozialliberalen Radikale Venstre und den Centrum-Demokraterne gesichert. Der SP-Abgeordnete Stephan Kleinschmidt wurde später zum Vorsitzenden des Kulturausschusses gewählt, was eine gewisse Aufmerksamkeit erregte, da bisher kein Abgeordneter der deutschen Minderheit ein solches Amt innehatte.
In Hadersleben erzielte die SP 2005 443 Stimmen (1,4 %), was zu keinem regulären Mandat reichte. Jedoch erzielte die Partei damals aufgrund des Minderheitenwahlrechts ein außerordentliches Mandat zugeteilt. Ein solches Extramandat wird erteilt, wenn die Vertretung der deutschen Minderheit mindestens ein Viertel der Stimmzahl des (durch das D’Hondt-Verfahren) letzterteilten Normalmandats erhält. Das Extramandat heißt offiziell „beigeordnetes Mitglied“ (tilforordnet medlem). Es besitzt kein Stimmrecht, genießt aber volles Rederecht und hat Anrecht auf die übliche Aufwandsentschädigung. Außerdem erhält es einen Sitz in einem Ausschuss nach eigener Wahl. Zum Vergleich war die Radikale Venstre mit 502 Stimmen (1,6 %) im Haderslebener Kommunalrat nicht vertreten.

#### Seit 2009
Nach dem Inkrafttreten der Gebietsreform ab 1. Januar 2007 ist Nordschleswig in nur noch vier Großkommunen eingeteilt. Größere kommunale Einheiten könnten Wahlerfolge erschweren, hieß es zunächst.
| Gemeinde    | 2005  | 2009  | 2013  | 2017   | 2021   |
| ----------- | ----- | ----- | ----- | ------ | ------ |
| Apenrade    | 5,9 % | 6,8 % | 8,5 % | 6,1 %  | 7,4 %  |
| Hadersleben | 1,4 % | 2,1 % | 2,7 % | 2,2 %  | 2,7 %  |
| Sonderburg  | 2,0 % | 3,8 % | 7,8 % | 13,3 % | 8,0 %  |
| Tondern     | 4,4 % | 4,9 % | 7,5 % | 5,8 %  | 13,3 % |

Nach den Kommunalwahlen 2013 war die SP in den Gemeinderäten von Tondern und Sonderburg mit jeweils drei Sitzen, in Apenrade mit zwei Sitzen und in Hadersleben mit einem Sitz vertreten. Alle vier Räte haben insgesamt jeweils 31 Sitze. Die Wahl 2017 brachte deutliche Gewinne in Sonderburg und Verluste in den anderen drei Kommunen. Seit 2021 stellt die Partei mit Jørgen Popp Petersen den Bürgermeister der Kommune Tondern.

### Regionswahlen
Die SP nahm 2005, 2009 und 2013 nicht an Wahlen zur Regionalvertretung der Region Süddänemark teil, weil sie ihr Wählerpotenzial als zu gering einschätzte.
|         | 2013  | 2017 |
| ------- | ----- | ---- |
| Prozent | n. a. | 0,8  |
| Sitze   | n. a. | 0    |

### Nationales Parlament
Von 1920 bis 1943 und noch einmal von 1953 bis 1964 war die Partei mit einem Abgeordneten im dänischen Parlament Folketing vertreten.
Bei den Folketingswahlen wurden folgende Ergebnisse erzielt:
| Wahl                            | Stimmen | Stimmanteil | Abgeordneter            |
| ------------------------------- | ------- | ----------- | ----------------------- |
| 21. September 1920              | 7.505   | 0,6 %       | Johannes Schmidt-Wodder |
| 11. April 1924                  | 7.715   | 0,6 %       | Johannes Schmidt-Wodder |
| 2. Dezember 1926                | 10.222  | 0,8 %       | Johannes Schmidt-Wodder |
| 24. April 1929                  | 9.787   | 0,7 %       | Johannes Schmidt-Wodder |
| 16. November 1932               | 9.868   | 0,6 %       | Johannes Schmidt-Wodder |
| 22. Oktober 1935                | 12.617  | 0,8 %       | Johannes Schmidt-Wodder |
| 3. April 1939                   | 15.016  | 0,9 %       | Jens Möller             |
| 1943 und 1945 nicht angetreten  |         |             |                         |
| 28. Oktober 1947                | 7.464   | 0,4 %       |                         |
| 5. September 1950               | 6.406   | 0,3 %       |                         |
| 21. April 1953                  | 8.348   | 0,4 %       |                         |
| 22. September 1953              | 9.721   | 0,5 %       | Hans Schmidt-Oxbüll     |
| 14. Mai 1957                    | 9.202   | 0,4 %       | Hans Schmidt-Oxbüll     |
| 15. November 1960               | 9.058   | 0,4 %       | Hans Schmidt-Oxbüll     |
| 22. September 1964              | 9.274   | 0,4 %       |                         |
| 1966 nicht angetreten           |         |             |                         |
| 23. Januar 1968                 | 6.831   | 0,2 %       |                         |
| 21. September 1971              | 6.743   | 0,2 %       |                         |
| seit 1973 nicht mehr angetreten |         |             |                         |

Nach 1971 trat die Partei nicht mehr zur Parlamentswahl an. 1973 bis 1979 konnte man jedoch einen Abgeordneten (Jes Schmidt) ins Folketing entsenden, der über die Liste der Partei Centrum-Demokraterne gewählt wurde. Diese Zusammenarbeit endete, als Centrum-Demokraterne einen neuen Kandidaten wegen dessen Vergangenheit in der Waffen-SS ablehnte.

## Parteivorsitzende
- 1920–1935: Johannes Schmidt-Wodder
- 1983–1991: Hans Christian Jepsen
- 1991–1999: Peter Bieling
- 1999–2011: Gerhard D. Mammen
- 2011–2012: Marit Jessen Rüdiger
- seit 2012: Carsten Leth Schmidt